# Distrito de Bélapátfalva
El distrito de Bélapátfalva (húngaro: Bélapátfalvai járás) es un distrito húngaro perteneciente al condado de Heves.
En 2013 su población era de 8870 habitantes. Su capital es Bélapátfalva.

## Municipios
El distrito tiene una ciudad (en negrita) y 7 pueblos (población a 1 de enero de 2012):
- Balaton (1038)
- Bekölce (637)
- Bélapátfalva (2996) – la capital
- Bükkszentmárton (305)
- Mikófalva (720)
- Mónosbél (416)
- Nagyvisnyó (938)
- Szilvásvárad (1660)